# Vírová turbína Františka Pochylého
Vírová turbína Františka Pochylého byla vyvinuta roku 2000 týmem prof. Ing. Fr. Pochylého, Csc., z FSI VUT v Brně. Vychází z Kaplanovy turbíny, je ovšem zjednodušena, pracuje bez rozvaděče, což představuje úsporu nákladů, vhodná je pro spády 1–3 m, kde Kaplanova turbína již přestává být rentabilní. Dosahuje účinnosti až 86 %. Má vyšší otáčky než Kaplanova turbína. Při spádech nad 3 m se však jeví jako vhodnější standardní Kaplanova turbína. V roce 2013 plánuje elektrárenská společnost ČEZ nasazení několika těchto turbín, např. na Vydře na Šumavě. V témže roce ohlásilo VUT novou dvoustupňovou verzi turbíny v kaskádovém uspořádání pro až dvojnásobné spády vyvinutou pro lokalitu Jezerní potok.